# Decenni (album)
Decenni è un album del cantante pop italiano Amedeo Minghi, pubblicato nel 1998 dall'etichetta discografica EMI Italiana, 4 dischi d'oro.
Il disco è stato pubblicato nel anche in lingua spagnola con il titolo Decenios.

## Tracce
1. Decenni (di Pasquale Panella/A.Minghi)
2. Teledipendenti indifferenti (Paolo Audino-Stefano Borgia-A.Decimo/A.Minghi)
3. Tu chi sei (di P.Audino-S.Borgia-A.Decimo/A.Minghi)
4. Di giorno in giorno (di P.Audino-S.Borgia-A.Decimo/A.Minghi)
5. Amarsi è (di P.Audino-S.Borgia-A.Decimo/A.Minghi)
6. S.O.S. (sulle piste) (di P.Audino-S.Borgia-A.Decimo/A.Minghi)
7. L'incanto dei nostri vent'anni (di P.Audino-S.Borgia-A.Decimo/A.Minghi)
8. È questo il vivere (di P.Audino-S.Borgia-A.Decimo/A.Minghi)
9. Un uomo venuto da lontano (di Marcello Marrocchi/A.Minghi)
10. Canzone mia (di P.Audino-S.Borgia-A.Decimo/A.Minghi)

## Formazione
- Amedeo Minghi – voce, tastiera, pianoforte
- Massimo Fumanti – chitarra acustica, chitarra elettrica
- Lele Melotti – batteria
- Mario Zannini Quirini – tastiera, pianoforte
- Roberto Mezzetti – programmazione

## Classifiche
| Classifica (1998-99) | Posizione massima |
| -------------------- | ----------------- |
| Italia               | 6                 |

### Classifiche di fine anno
| Classifica (1998) | Posizione |
| ----------------- | --------- |
| Italia            | 48        |